# 古川元久
古川 元久（ふるかわ もとひさ、1965年12月6日 - ） は、日本の政治家。国民民主党所属の衆議院議員（10期）、国民民主党代表代行兼国会対策委員長。
内閣府特命担当大臣（宇宙政策）（野田第2次改造内閣）、内閣府特命担当大臣（経済財政政策・科学技術政策）兼国家戦略担当大臣兼宇宙開発担当大臣（野田内閣・野田第1次改造内閣・野田第2次改造内閣）、社会保障と税一体改革担当大臣（野田内閣）、内閣官房副長官（菅直人内閣・菅直人第1次改造内閣）、内閣府副大臣兼内閣官房国家戦略室長（鳩山由紀夫内閣）、衆議院科学技術・イノベーション推進特別委員長、同沖縄及び北方問題に関する特別委員長、同内閣委員長、旧国民民主党代表代行、旧国民民主党幹事長（初代）、希望の党幹事長（第2代）、民主党税制調査会長、同国際交流委員長、同副幹事長、同政務調査副会長を歴任した。

## 来歴

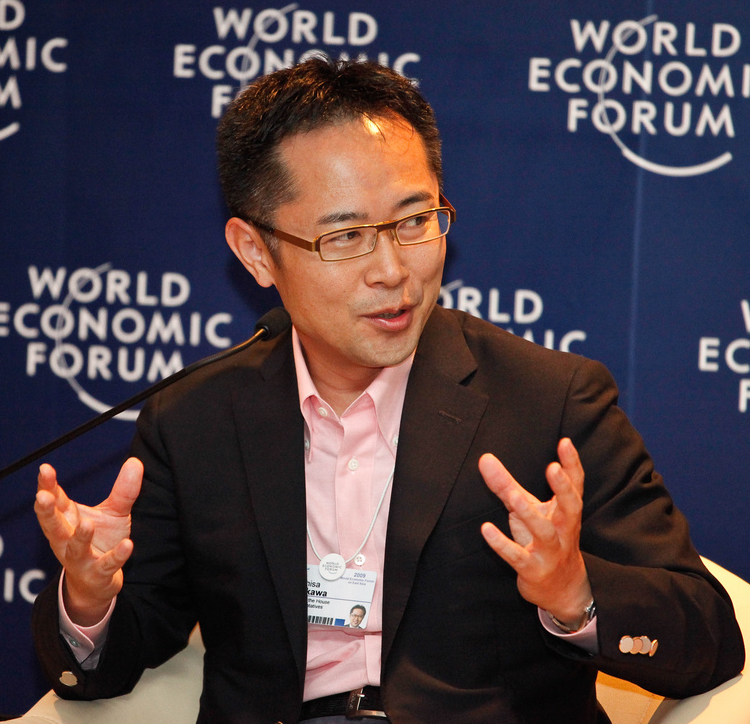
2009年6月18日、世界経済フォーラムにて

### 生い立ち
愛知県名古屋市生まれ（現住所は名古屋市千種区）。愛知県立旭丘高等学校卒業後、東京大学に入学。東大在学中の1986年、20歳で司法試験に合格。1988年、東京大学法学部（民法ゼミ）卒業後、大蔵省（現財務省）入省。1993年、アメリカ合衆国コロンビア大学大学院に留学し、国際関係論を専攻した。翌1994年、大蔵省を退官。

### 政界入り
1996年、旧民主党結党に参加。第41回衆議院議員総選挙に旧民主党公認で愛知2区から立候補。新進党公認の青木宏之、自民党元職の田辺広雄に次ぐ3番目の得票数だったが、重複立候補していた比例東海ブロックで復活し、初当選した。1999年7月、本会議で国旗及び国歌に関する法律に賛成票を投じた。
2000年の第42回衆議院議員総選挙では、愛知2区で前回敗れた青木宏之（保守党公認）を下し、再選。2003年に3選。
2005年9月11日の第44回衆議院議員総選挙で4期目の当選を果たす。同年9月12日、民主党代表の岡田克也が、総選挙大敗の責任をとり辞任を表明。岡田の辞任に伴う代表選挙（9月17日実施）では前原誠司の推薦人に名を連ねた。同年、世界経済フォーラム（ダボス会議）のYoung Global Leadersの1人に選出された。
2007年には古川、近藤正晃ジェームス、堂前宣夫の3人でNPO法人「TABLE FOR TWO International」を設立した。

### 民主党政権下

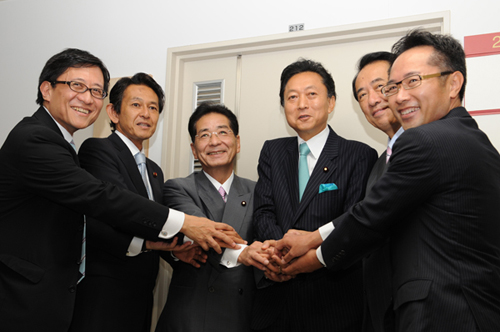
2009年9月18日、内閣府庁舎にて内閣総理大臣鳩山由紀夫（右から3人目）、内閣府特命担当大臣（経済財政政策担当）菅直人（右から2人目）、内閣府特命担当大臣（行政刷新担当）仙谷由人（左から3人目）、内閣官房副長官松野頼久（左から2人目）、松井孝治（左端）と

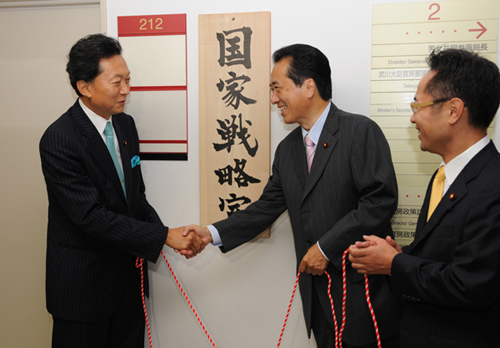
2009年9月18日、内閣官房国家戦略室看板除幕式にて内閣総理大臣鳩山由紀夫（左）、内閣府特命担当大臣（経済財政政策担当）菅直人（中央）と

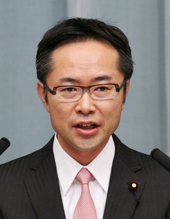
2011年9月2日、入閣時の記者会見にて

同年、鳩山由紀夫内閣で内閣府副大臣（経済財政、科学技術、行政刷新）に任命され、国家戦略担当大臣である菅直人副総理の下で初代国家戦略室長も務める。翌2010年6月、菅直人内閣で内閣官房副長官に就任し、菅直人第1次改造内閣まで務める。
2011年2月、党役員人事により民主党代表代行に就いた仙谷由人の下、代表代行補佐に起用される。同年8月26日、菅直人首相が民主党代表辞任を正式に表明。菅の辞任に伴う代表選挙（8月29日投開票）では前原誠司の推薦人に名を連ねた。同年9月、野田内閣で国家戦略担当大臣兼内閣府特命担当大臣（経済財政政策、科学技術政策、宇宙政策）に任命され、初入閣した。併せて、「社会保障及び税に関する改革を一体的に推進するため企画立案及び行政各部の所管する事務の調整（社会保障・税一体改革担当）」、「宇宙開発利用に関する施策を総合的かつ計画的に推進するため企画立案及び行政各部の所管する事務の調整（宇宙開発担当）」を担当する国務大臣も兼務した。
2012年2月10日、野田改造内閣の発足に伴い、「社会保障及び税に関する改革を一体的に推進するため企画立案及び行政各部の所管する事務の調整（社会保障・税一体改革担当大臣）」のみ辞令を解かれた（後任は副総理として入閣した岡田克也）。同年7月12日、内閣府への宇宙政策委員会設置に伴い「宇宙開発利用に関する施策を総合的かつ計画的に推進するため企画立案及び行政各部の所管する事務の調整（宇宙開発担当大臣）」を廃止。同日、新設された内閣府特命担当大臣（宇宙政策）の補職辞令を受けた。

### 退任後
2012年10月、野田第3次改造内閣発足に伴い退任し、衆議院内閣委員長に就任。同年12月の第46回衆議院議員総選挙では民主党公認、国民新党推薦で出馬。与党に猛烈な逆風が吹き荒れる中、愛知2区で自由民主党新人の東郷哲也らを下し、6選。なお古川は第42回衆議院議員総選挙において愛知2区で当選して以来、4回の総選挙で対立候補に誰一人比例復活を許さなかったが、この総選挙では自民党の東郷が比例復活により当選した（古川自身も、初出馬の選挙では比例復活で当選している）。
2014年12月の第47回衆議院議員総選挙では民主党公認で愛知2区から出馬し、自民党の東郷に比例復活すら許さない票差をつけ、7選。
2015年、衆議院沖縄及び北方問題に関する特別委員長に就任した。
2016年9月15日の民進党代表選挙では前原誠司の推薦人に名を連ねた。
2017年7月27日、民進党代表の蓮舫が、同月の東京都議会議員選挙の結果を受けて辞任を表明。蓮舫の辞任に伴う代表選挙（9月1日投開票）では前原誠司の推薦人に名を連ねた。

### 希望の党
2017年10月の第48回衆議院議員総選挙には希望の党公認で出馬し、自民党の田畑毅を破り8選。同年11月、党幹事長に就任。

### 国民民主党
2018年5月7日、民進党と希望の党の合流により結党された国民民主党に参加し、希望の党に引き続いて党幹事長に就任。同年9月11日、党代表代行に就任。9月18日からは党政治改革推進本部長も兼務。
2019年10月29日、国民民主党憲法調査会の会長に就く。9条への自衛隊明記案など自民党の改憲4項目について「わが党として反対だ」としたうえで「憲法議論は積極的に行っていく」と述べた。
2020年7月15日から国民民主党と立憲民主党の合流協議が再開するが、国民民主党側で結局意見がまとまらず、8月11日、同党の玉木雄一郎代表は「立憲民主党への合流組」と「残留組」に分党すると表明した。続いて、自身は合流に参加しない意向を示した。同日、古川は新聞の取材に対し「代表と行動を共にする」と述べ、合流新党への不参加を表明した。同年9月15日に不参加組による新・国民民主党の設立大会が開かれ、古川は党国会対策委員長に就任した。
2021年10月31日の第49回衆議院議員総選挙では、自民党新人の中川貴元を破り9選（中川は比例復活で当選）。
2024年10月15日、第50回衆議院議員総選挙が公示され、愛知2区からは古川、中川、日本維新の会公認の室園幸志、日本共産党公認の酒井健太朗の4人が立候補した。10月27日、総選挙執行。投票締め切りの20時直後に東海テレビは古川の当選確実を報じ、古川は10期目の当選を果たした。中川は比例復活もならず議席を失った。11月13日、党代表代行に就任。12月4日の党両院議員総会にて不倫問題が指摘された玉木代表の処分が役職停止3カ月と決定し、その間は古川が代表業務を代行することとなった。

## 活動・主張
- 日本の社会保障政策について「本当の弱者には冷たい一方で、高齢者というだけでサポートしなければならない状況」であり、年齢で区別する時代はもう終わったのではないかと述べている[12]。
- 日本における税制改正論議について、消費税に焦点が集まり過ぎており、必要なのは税体系そのものの抜本的な改革で、所得や消費、資産にかかる新たな税制の枠組みを決め、その上で、個別の税目について税率を何パーセントにするかという議論がなされるべきだと述べている[36]。
- 選択的夫婦別姓制度導入に賛成[37]。
- 女性宮家の創設に賛成[38]。
- 憲法9条の改正に賛成
- 集団的自衛権の行使を禁じた政府の憲法解釈を見直すことに賛成
- 普天間基地の辺野古への移設に賛成
- アベノミクスを評価しない
- 日本のカジノ解禁に賛成
- 日本の環太平洋戦略的経済連携協定（TPP）参加に賛成[38]。
- 2030年代に原発ゼロにするべきと主張[39]。
- 北朝鮮との外交問題については、対話より圧力で臨むべきと主張[39]。
- 憲法改正をして一院制にすることに反対。

## 所属議員連盟
- 日中友好議員連盟副会長[40]
- 国会がん患者と家族の会幹事長[41]
- 文化芸術振興議員連盟副会長
- 人権外交を超党派で考える議員連盟 [42]

## 選挙歴
| 当落 | 選挙                   | 執行日         | 年齢 | 選挙区      | 政党       | 得票数     | 得票率 | 定数 | 得票順位 /候補者数 | 政党内比例順位 /政党当選者数 |
| ---- | ---------------------- | -------------- | ---- | ----------- | ---------- | ---------- | ------ | ---- | ------------------ | ---------------------------- |
| 比当 | 第41回衆議院議員総選挙 | 1996年10月20日 | 30   | 愛知県第2区 | 旧民主党   | 4万3804票  | 25.72% | 1    | 3/8                | 1/3                          |
| 当   | 第42回衆議院議員総選挙 | 2000年06月25日 | 34   | 愛知県第2区 | 民主党     | 9万1888票  | 47.61% | 1    | 1/6                | /                            |
| 当   | 第43回衆議院議員総選挙 | 2003年11月09日 | 37   | 愛知県第2区 | 民主党     | 11万5674票 | 61.01% | 1    | 1/3                | /                            |
| 当   | 第44回衆議院議員総選挙 | 2005年09月11日 | 39   | 愛知県第2区 | 民主党     | 11万6884票 | 52.00% | 1    | 1/3                | /                            |
| 当   | 第45回衆議院議員総選挙 | 2009年08月30日 | 43   | 愛知県第2区 | 民主党     | 16万2237票 | 66.61% | 1    | 1/4                | /                            |
| 当   | 第46回衆議院議員総選挙 | 2012年12月16日 | 47   | 愛知県第2区 | 民主党     | 9万4058票  | 44.77% | 1    | 1/4                | /                            |
| 当   | 第47回衆議院議員総選挙 | 2014年12月14日 | 49   | 愛知県第2区 | 民主党     | 10万2058票 | 52.92% | 1    | 1/3                | /                            |
| 当   | 第48回衆議院議員総選挙 | 2017年10月22日 | 51   | 愛知県第2区 | 希望の党   | 9万9520票  | 50.13% | 1    | 1/3                | /                            |
| 当   | 第49回衆議院議員総選挙 | 2021年10月31日 | 55   | 愛知県第2区 | 国民民主党 | 13万1397票 | 62.33% | 1    | 1/2                | /                            |
| 当   | 第50回衆議院議員総選挙 | 2024年10月27日 | 58   | 愛知県第2区 | 国民民主党 | 12万1739票 | 58.47% | 1    | 1/4                | /                            |